# Berenice Chávez
Berenice Chávez Cifuentes (Bogotá, 9 de febrero de 1921 - Bogotá, 6 de septiembre de 2008) fue una cantante, compositora y folclorista colombiana.

## Biografía
Nació en Bogotá es hija del músico Isidoro Chávez, desde muy niña se interesó en la música por su padre que fue su impulsor. Fue descubierta junto a su hermana Cecilia en formar el dúo Las Hermanas Chávez que fue las primeras voces femeninas de la música con las composiciones de Álvaro Dalmar con su quinteto Dalmar.
En 1937 entró en el mundo de la televisión en interpretar canciones en la primera película dirigida por los Hermanos Acevedo con el compositor Gabriel Escobar Casas. En 1944 participó en la producción Antonia Santos donde interpretaron No hay como mi morena de Jorge Añez. En 1950 se residió en Nueva York donde contrajo nupcias con el arpista paraguayo Dino García.
Interpretó canciones como Pueblito viejo, Tiplecito de mi vida y Los guaduales de los artistas José A. Morales, Alejandro Wills y Jorge Villamil, se convirtió en embajadora de la música andina colombiana hasta su retiro definitivo. Ya retirada de la música, trabajó como secretaria del Ministerio de Obras Públicas y posteriormente en Empresas Públicas de Bogotá hasta su jubilación en 1994. El 6 de septiembre de 2008 falleció en Bogotá tras de sufrir un infarto de miocardio.